# René Lavand
Héctor René Lavandera, plus connu sous le nom de René Lavand, né le 24 septembre 1928 à Buenos Aires et mort le 7 février 2015 à Tandil des suites d'une pneumonie, est un magicien argentin manchot spécialisé dans le close-up.

## Biographie
René Lavand s'est produit dans le monde entier, que ce soit au Magic Castle (en) de Hollywood ou à la télévision, en France au Plus Grand Cabaret du monde ou aux États-Unis dans le Ed Sullivan Show ou dans le Johnny Carson Show.
Ayant perdu un bras lors d'un accident de voiture survenu alors qu'il avait neuf ans, Lavand a commencé la magie en autodidacte car, selon ses propres mots, « tous les livres et techniques de magie sont conçus pour deux mains ». À l'âge de trente-deux ans, après avoir travaillé comme caissier dans une banque, il a commencé par se produire au théâtre Tabarís de Buenos Aires. Il a depuis rencontré un succès croissant, jusqu'à faire des tournées mondiales. Il conclut nombre de ses tours par sa célèbre phrase « No se puede hacer más lento » (« on ne saurait le faire plus lentement ») faisant référence à la lenteur délibérée avec laquelle il exécute ses tours.
Entre deux tournées, il résidait à Tandil, en Argentine, où il avait transformé un wagon ferroviaire en école de magie. Il a rédigé avec Richard Kaufman son autobiographie. Intitulée Mysteries of my Life, elle explique nombre de ses tours.

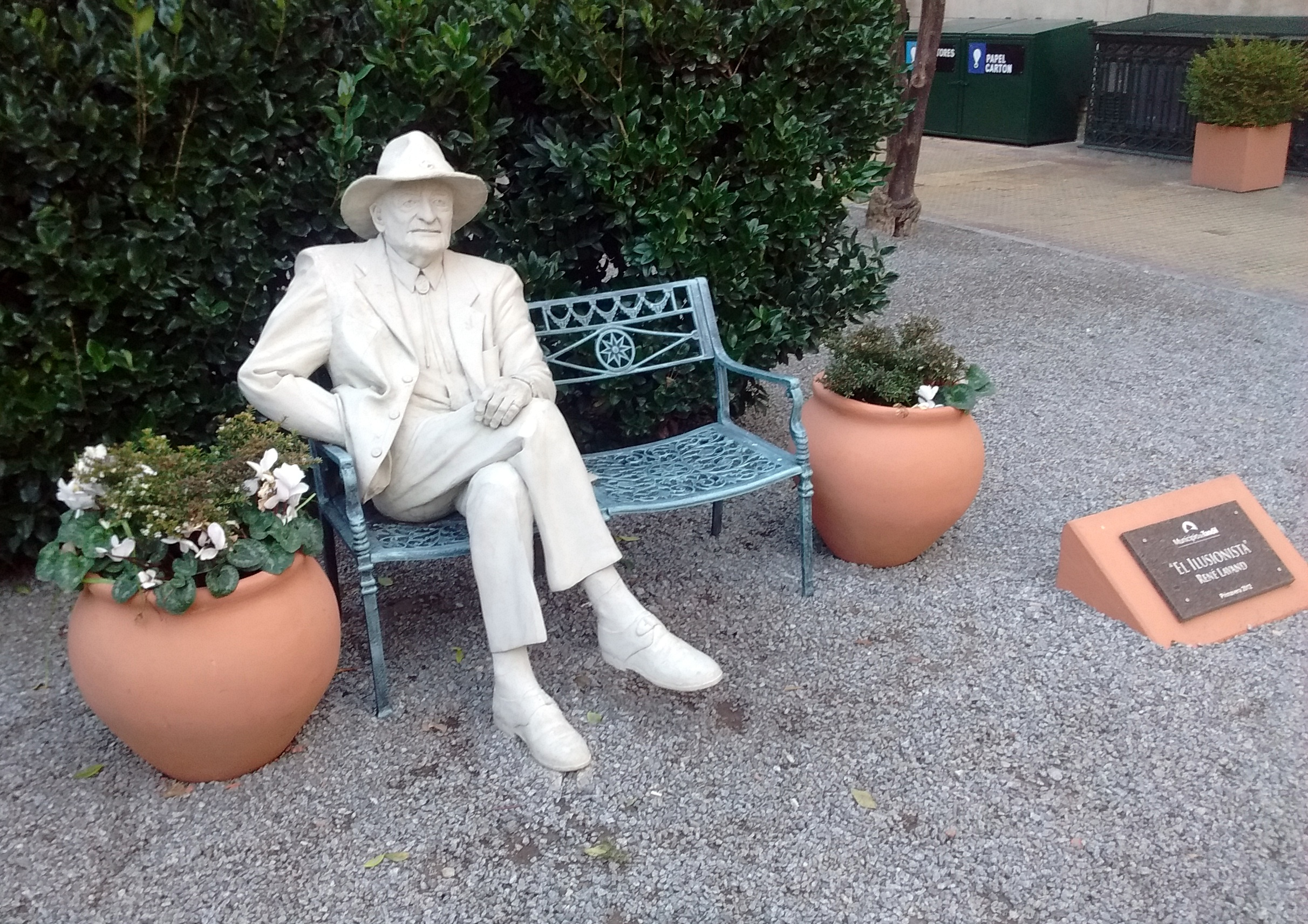
Statue de René Lavand dans la ville de Tandil (Argentine).
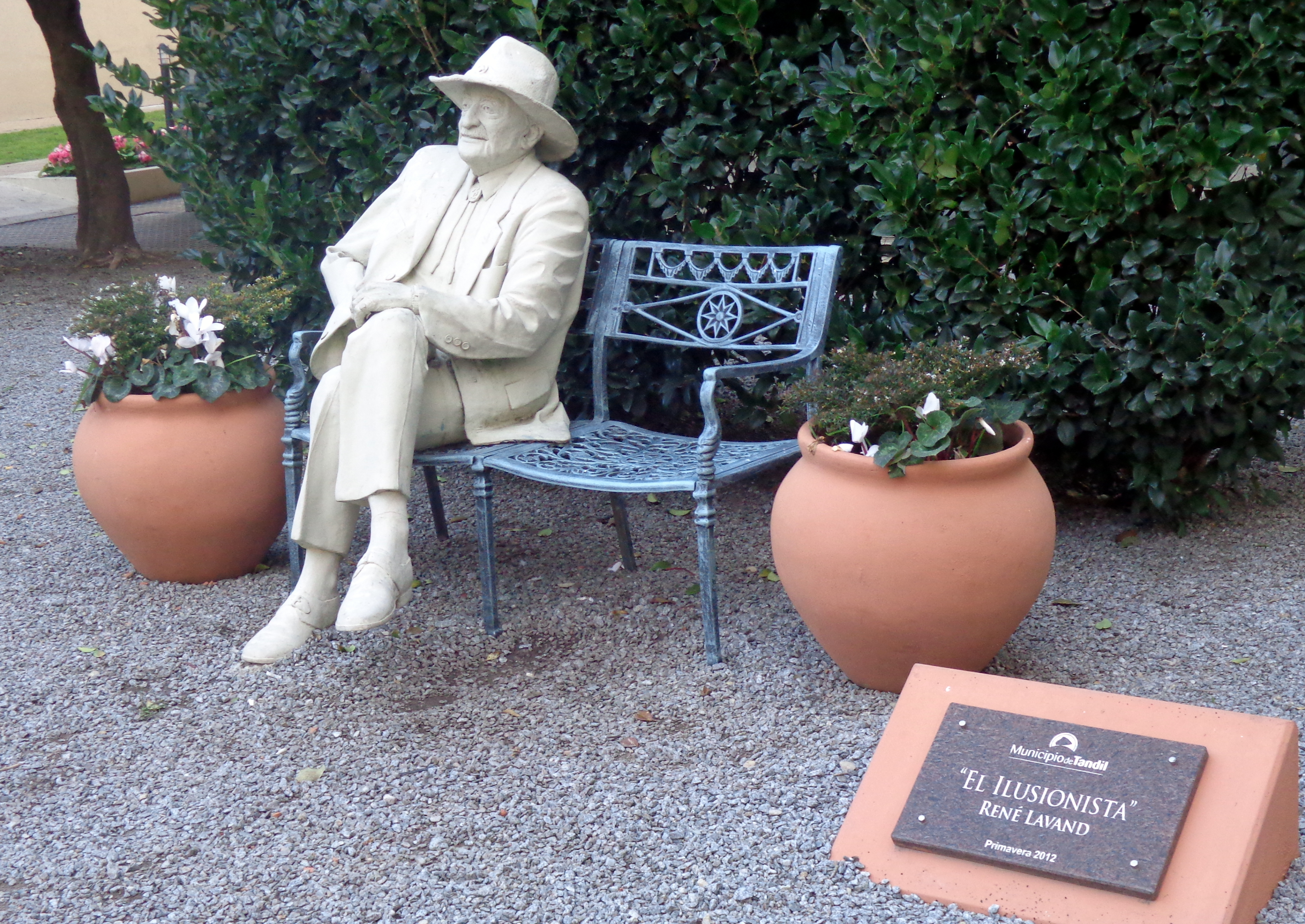
Situé sur le Paseo Intendente Martínez.

## Filmographie
- 2002 : L'Ours rouge d'Adrian Caetano : Turco

## Source
- (en) Cet article est partiellement ou en totalité issu de l’article de Wikipédia en anglais intitulé « René Lavand » (voir la liste des auteurs).